# Viaduc de Vernajoul
Le viaduc de Vernajoul est un viaduc en arc en plein cintre situé sur la commune de Vernajoul, dans l'Ariège, en France.

## Situation ferroviaire
Établi à 406 mètres d'altitude, le viaduc de Vernajoul est situé au nord du bourg, initialement au point kilométrique (PK) 85,5 de la ligne de Foix à Saint-Girons, entre la gare fermée de Baulou et la gare ouverte de Foix (Ligne de Portet-Saint-Simon à Puigcerda).

## Histoire
La construction de l'édifice date du 13 octobre 1893 par l'entrepreneur : M. Chevalier fils. La réalisation du montage des matériaux, moellons et mortier jusqu'à 38 mètres de hauteur est exécuté par un système de palées et de passerelles volantes.
Le viaduc est destiné à recevoir la ligne de Foix à Saint-Girons dès 1902 pour le tronçon de Foix à La Bastide-de-Sérou. Les derniers trains l'emprunteront en 1955, année de fermeture définitive de la ligne.
Une voie verte est installée sur l'emplacement de l'ancienne voie ferrée et emprunte le viaduc, offrant ainsi un point de vue sur le château de Foix.

## Description

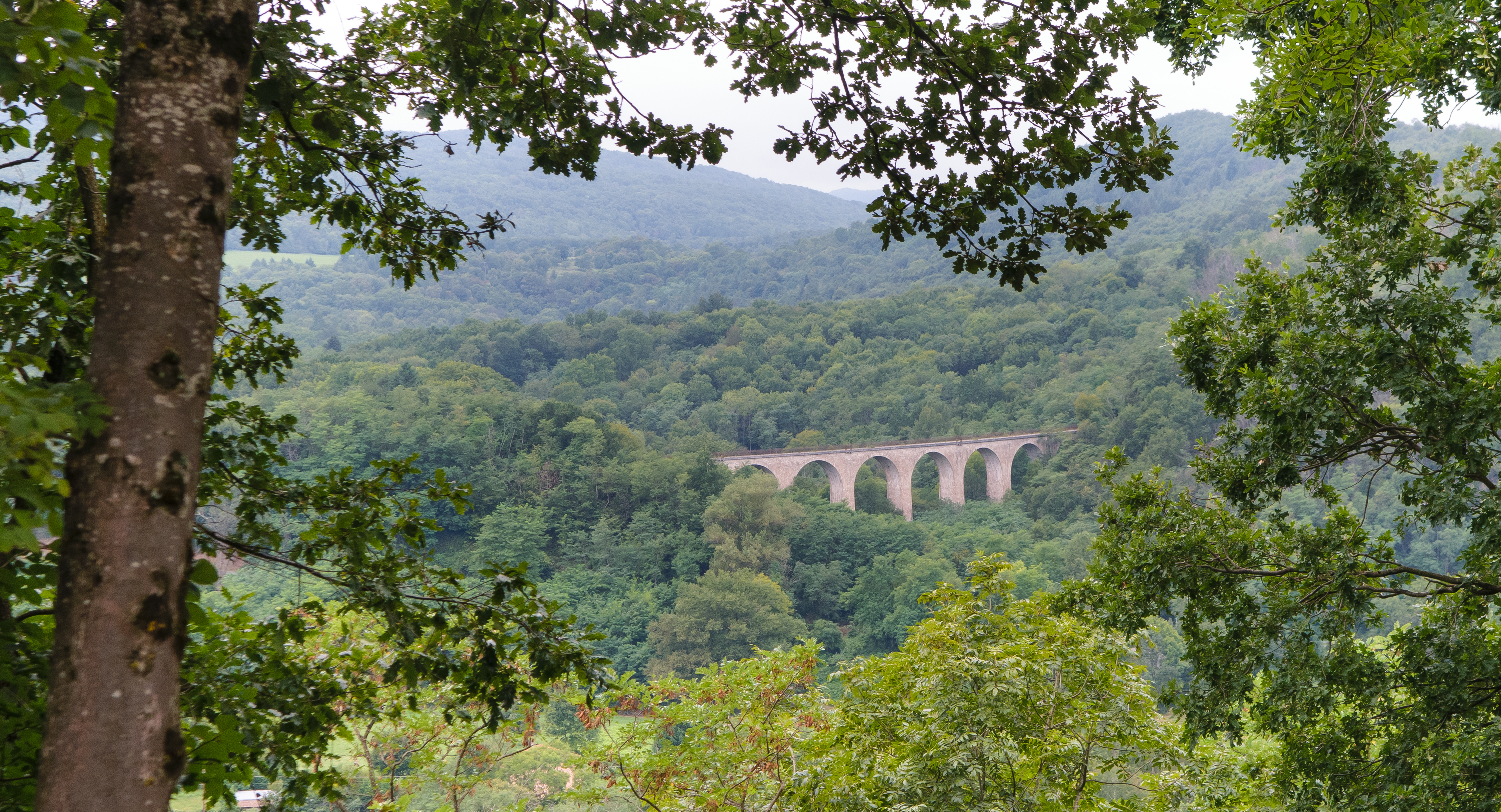
Le viaduc vu du château de Labarre.

Les caractéristiques principales sont les suivantes :
- Hauteur : 35 mètres ;
- Longueur totale : 230 mètres ;
- Portée de l'arc : non indiquée ;
- Nombre d'arches en plein cintre: 14.